# Wolverley
Wolverley – wieś w Anglii, w hrabstwie Worcestershire, w dystrykcie Wyre Forest. Leży 25 km na północ od miasta Worcester i 177 km na północny zachód od Londynu. W 1961 roku civil parish liczyła 4630 mieszkańców.